# Bestenliste neuseeländischer Triathleten auf der Ironman-Distanz

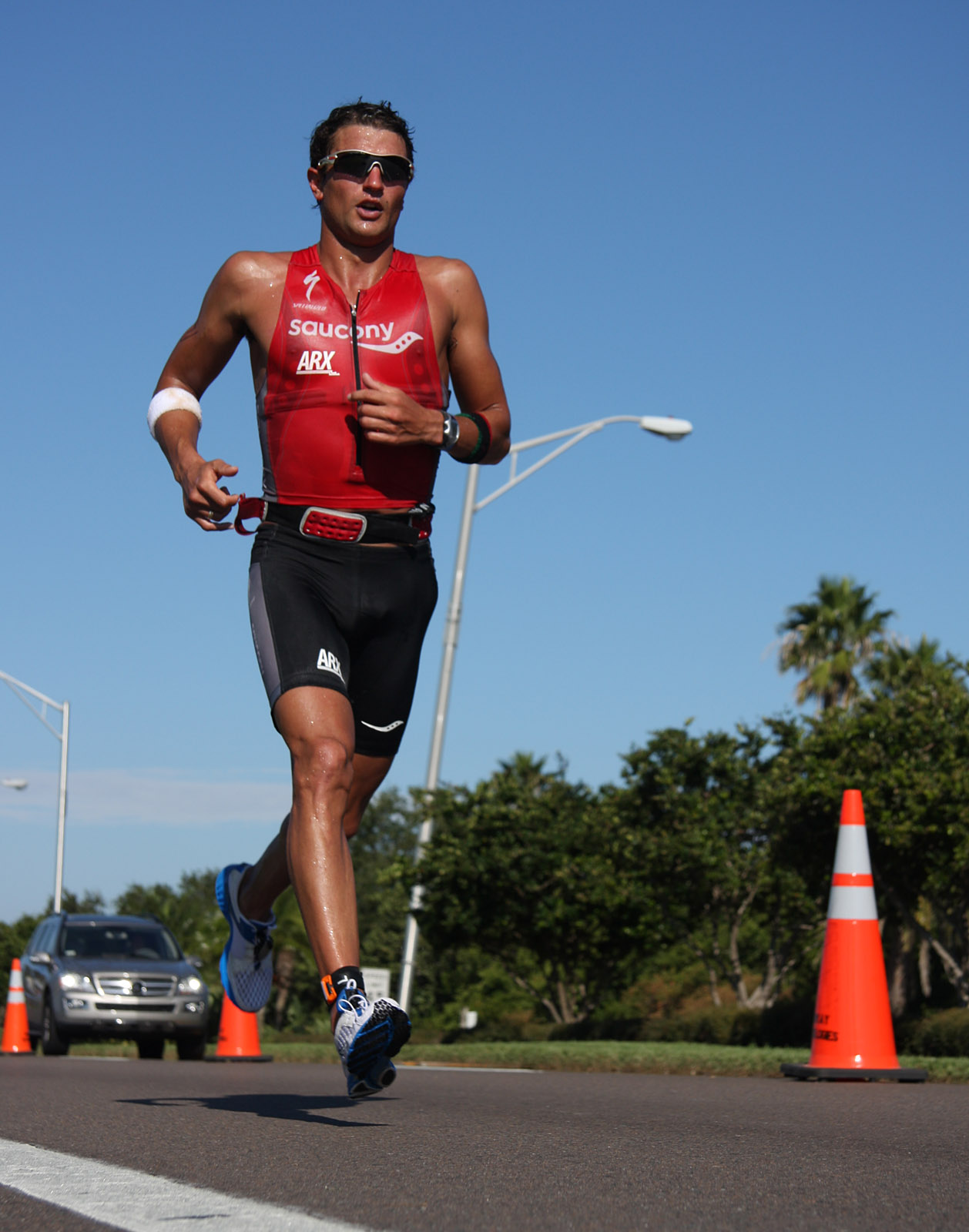
Terenzo Bozzone bei den Ironman 70.3 World Championships in Clearwater/USA, 2008

Die Bestenliste neuseeländischer Triathleten auf der Ironman-Distanz umfasst alle Zeiten, die weltweit von Männern aus Neuseeland bei einem Triathlon über die Langdistanz bzw. Ironman-Distanz (3,86 km Schwimmen, 180,2 km Radfahren und 42,2 km Laufen) erzielt wurden (Stand: 2. März 2025).

## Kriterien für die Bestzeiten
Jeder Athlet wird hier mit seiner persönlichen Bestzeit angeführt.
Berücksichtigt wurden Zeiten von Amateuren und Profis unter 8:10:00 Stunden seit Oktober 1982. Wettkämpfe, bei denen witterungsbedingt nur ein Duathlon ausgetragen wurde, oder Teildistanzen stark durch den Veranstalter verkürzt wurden, finden keine Berücksichtigung. Eine offizielle Vermessung der Strecken, wie in der Leichtathletik mit dem Jones-Counter, erfolgt im Triathlon bis jetzt nicht. 
Die Rennen sind deshalb aufgrund einer nicht ganz genauen Länge nur begrenzt bzw. eingeschränkt vergleichbar. Die offiziellen Verbände führen keine Rekorde oder Bestenlisten.
Auch die Zeiten bei ein und demselben Wettkampf, wie auch auf Hawaii, sind durch Streckenänderungen, Baustellen, Beschaffenheit oder Veränderung des Straßenbelags, Verlegungen und Veränderungen der Wechselzonen, nicht vergleichbar. Bei den hier aufgeführten Zeiten handelt es sich um Ergebnisse, die bei Wettkämpfen mit offiziellem Windschattenverbot erzielt worden sind.
Die Ergebnisse der Frauen aus Neuseeland finden sich in der Bestenliste neuseeländischer Triathletinnen auf der Ironman-Distanz.

## Liste
| Platz | Name            | Jahr | Zeit    | Veranstaltung             | Bemerkung / Titel                                                                           | Quelle |
| ----- | --------------- | ---- | ------- | ------------------------- | ------------------------------------------------------------------------------------------- | ------ |
| 1     | Mike Phillips   | 2025 | 7:45:47 | Ironman New Zealand       |                                                                                             | [ 3 ]  |
| 2     | Braden Currie   | 2024 | 7:48:59 | Ironman Cairns            |                                                                                             | [ 4 ]  |
| 3     | Jack Moody      | 2025 | 7:49:12 | Ironman New Zealand       |                                                                                             |        |
| 4     | Ben Hamilton    | 2025 | 7:49:18 | Ironman Texas             |                                                                                             |        |
| 5     | Terenzo Bozzone | 2016 | 7:51:26 | Ironman Western Australia | WM Junioren Duathlon (2001, 2002) WM Junioren Triathlon (2002, 2003)                        | [ 5 ]  |
| 6     | Matt Kerr       | 2025 | 7:55:18 | Ironman Texas             |                                                                                             |        |
| 7     | Cameron Brown   | 2012 | 8:00:12 | Ironman Melbourne         |                                                                                             | [ 6 ]  |
| 8     | Richard Ussher  | 2009 | 8:02:15 | Challenge Roth            |                                                                                             | [ 7 ]  |
| 9     | Kyle Smith      | 2022 | 8:08:07 | Ironman St. George        |                                                                                             |        |
| 10    | Bevan Docherty  | 2014 | 8:09:37 | Ironman Texas             | WM Triathlon Kurzdistanz 2004 Rang 2, Olympische Spiele 2004 Rang 3, Olympische Spiele 2008 |        |

(NM = Neuseeländischer Meister, WM = Weltmeister)